# 杨叶曲瓣梾木
杨叶曲瓣梾木（学名：Swida monbeigii var. populifolia）为山茱萸科梾木属下的一个变种。

## 扩展阅读
- 維基物種上的相關：杨叶曲瓣梾木